# 4607-es mellékút (Magyarország)
A 4607-es számú mellékút egy huszonegy kilométer hosszú, négy számjegyű mellékút Pest vármegye középső részén; a 4-es és 5-ös főutakat, Albertirsa és Örkény településeket kapcsolja össze egymással és a köztük fekvő kisebb településekkel.

## Nyomvonala
A 4-es főútból ágazik ki, annak 52+600-as kilométerszelvényénél, Albertirsa központjában, délnyugati irányban. Belterületi szakasza a Dánosi utca nevet viseli, ezen a néven keresztezi a Budapest–Záhony-vasútvonalat, Albertirsa vasútállomás északi végében. Kevéssel ezután kilép a lakott területről, 3,9 kilométer után pedig eléri a település közigazgatási területének szélét.
Ott egy derékszögű kanyarral délkelet felé fordul, és Albertirsa, illetve Dánszentmiklós határvonalát kíséri, majdnem pontosan fél kilométeren keresztül. Utána viszont újabb 90 fokos kanyarvétellel visszatér a délnyugati irányhoz, majd később még délebbi irányba tér. A 6+650-es kilométerszelvényénél beletorkollik a Monortól idáig húzódó 4605-ös út, amely Dánszentmiklós főutcájaként is szolgál; a 4607-es a községet nem érinti ennél jobban. 8,3 kilométer után át is lépi a határát, és Pusztavacs területén folytatódik.
9,5 kilométer után elhalad Pusztavacs Csetharaszt nevű külterületi településrésze mellett, majd kicsivel a 12. kilométere előtt keresztezi a 4601-es utat, amely formálisan Budapest belvárosát kötné össze Nagykőrössel, de több szakasza csak mezőgazdasági útként funkcionál, itt is földútként keresztezi a 4607-est. Kevéssel a 12+700-as kilométerszelvénye előtt kiágazik belőle északnyugat felé a 46 112-es út, ez vezet be Pusztavacs központjába. A folytatásban több kisebb iránytörése következik, de nem sokkal a 16. kilométere után visszatér a délnyugati irányhoz: így keresztezi felüljárón, a 17+350-es kilométerszelvényénél az M5-ös autópályát is, annak Pusztavacs–Örkény–Albertirsa-csomópontjánál (a sztráda itt az 52-53. kilométerei között jár).
Amire az út elhagyja az utolsó csomóponti ág csatlakozását is, átér Örkény területére. A 19. kilométere körül éri el a belterület északkeleti szélét, majd fél kilométerrel arrébb 
keresztezi a Budapest–Lajosmizse–Kecskemét-vasútvonalat, nem messze Örkény vasútállomás északi szélétől; a neve innentől Bartók Béla utca. A település központjában, 20,7 kilométer után még egy elágazása van: itt a 46 309-es út (Kossuth Lajos utca) ágazik ki belőle, ami az állomást szolgálja ki. Az 5-ös főútba beletorkollva ér véget, majdnem pontosan annak 53+500-as kilométerszelvényénél. Egyenes folytatása a Tassig húzódó, több mint 40 kilométer hosszú 5205-ös út.
Teljes hossza, az országos közutak térképes nyilvántartását szolgáló kira.gov.hu adatbázisa szerint 20,990 kilométer.

## Települések az út mentén
- Albertirsa
- Dánszentmiklós
- Pusztavacs
- Örkény

## Története
1934-ben a kereskedelem- és közlekedésügyi miniszter 70 846/1934. számú rendelete a teljes hosszában harmadrendű főúttá nyilvánította, 402-es útszámozással. Egy dátum nélküli, feltehetőleg 1950 körül készült közúthálózati térkép azonos útszámmal tünteti fel.

## Képgaléria

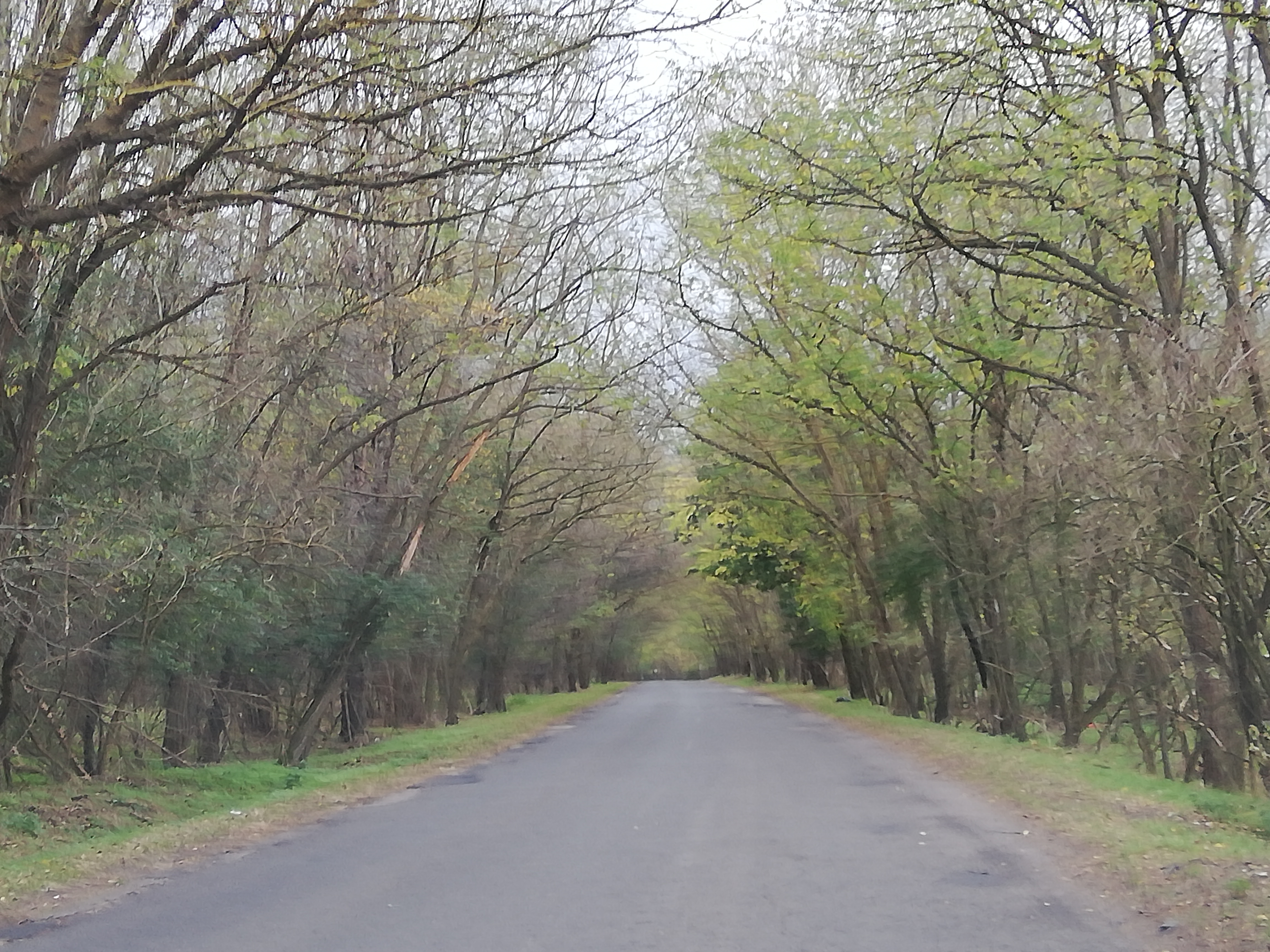
Az út egy hangulatos szakasza Pusztavacs külterületén, Örkény felé nézve
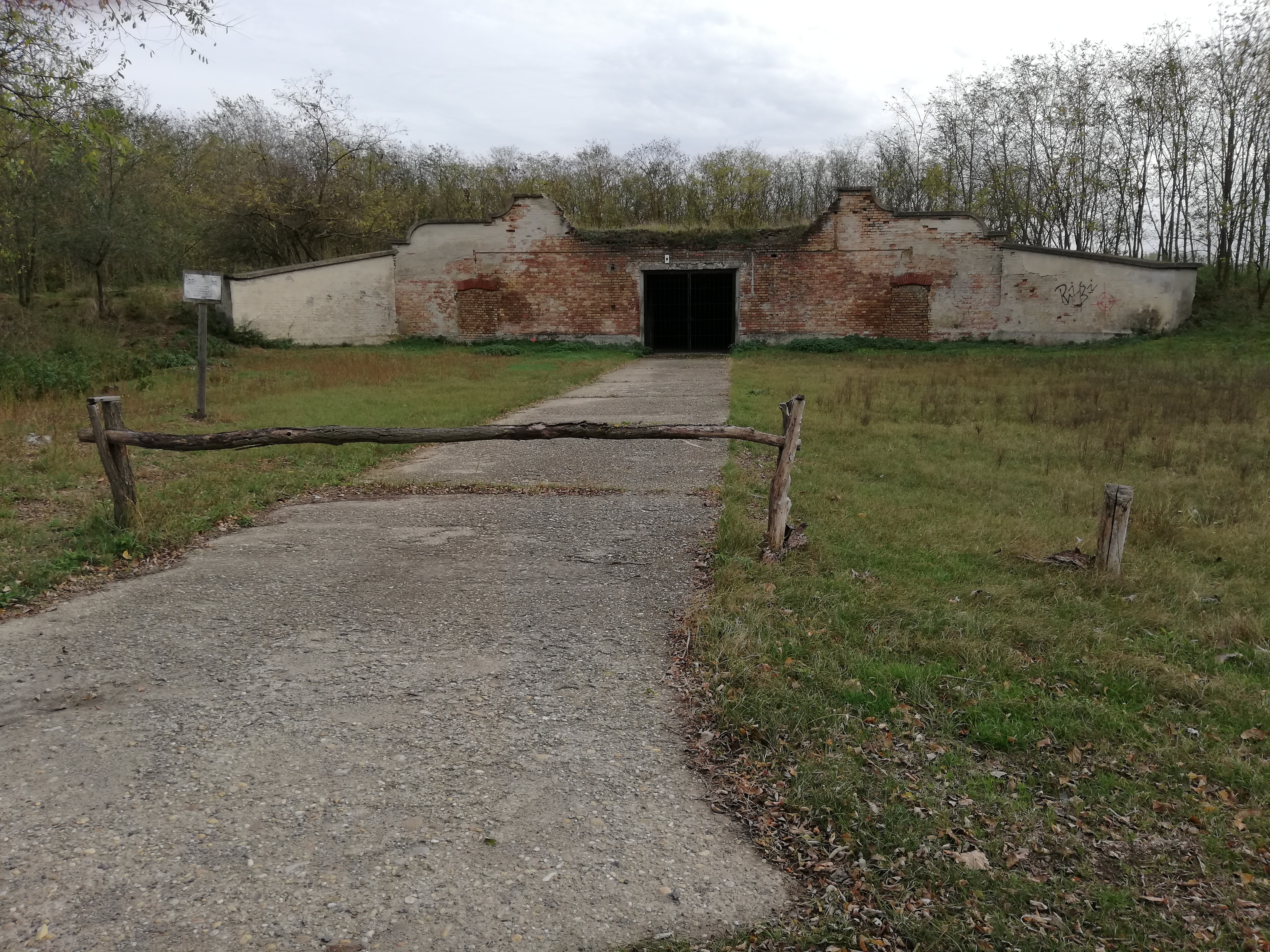
Elhagyott egykori katonai objektum az út mellett Pusztavacstól keletre
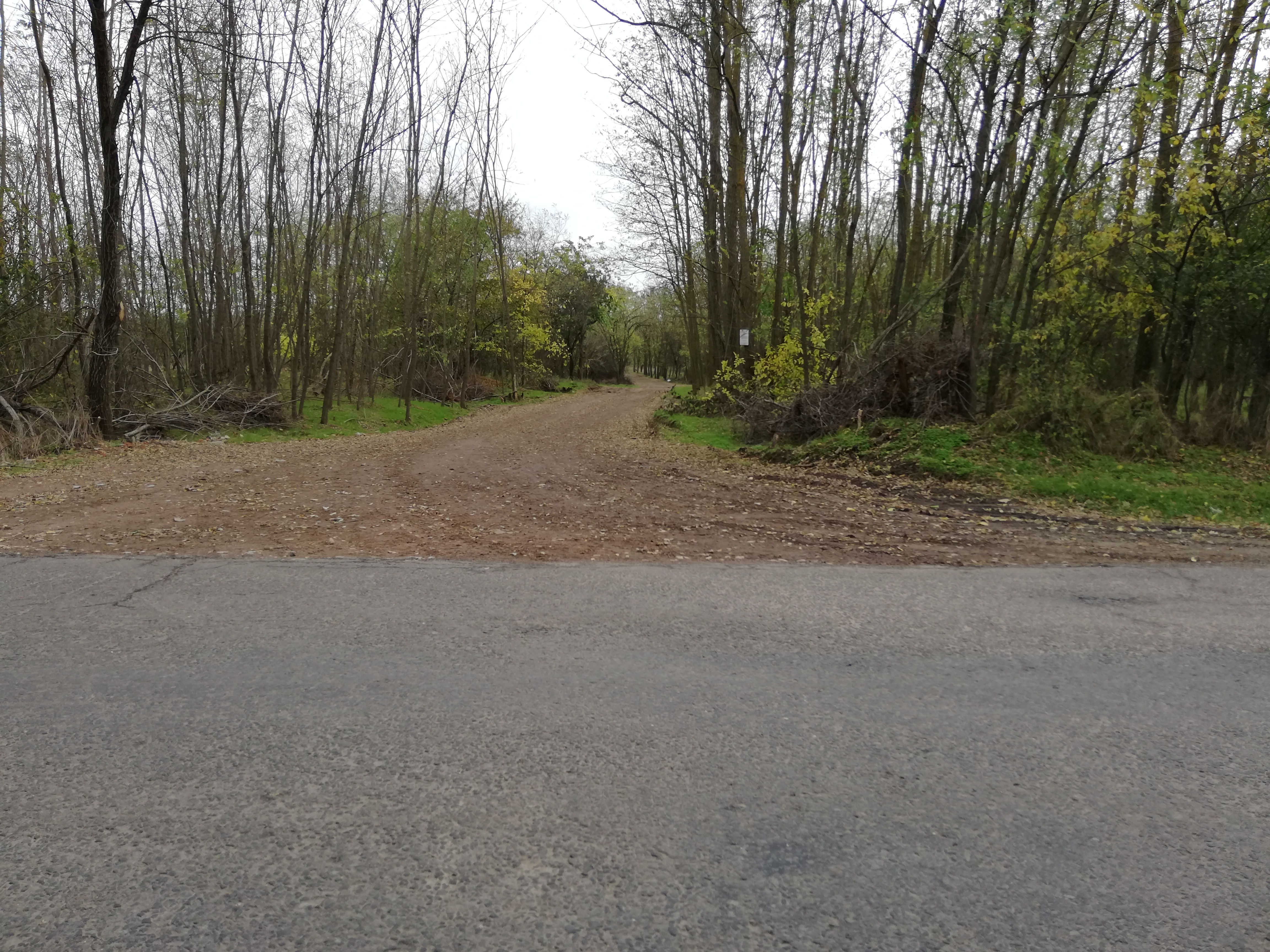
A 4607-es és a 4601-es út keresztezése délkelet (Nagykőrös) felé nézve
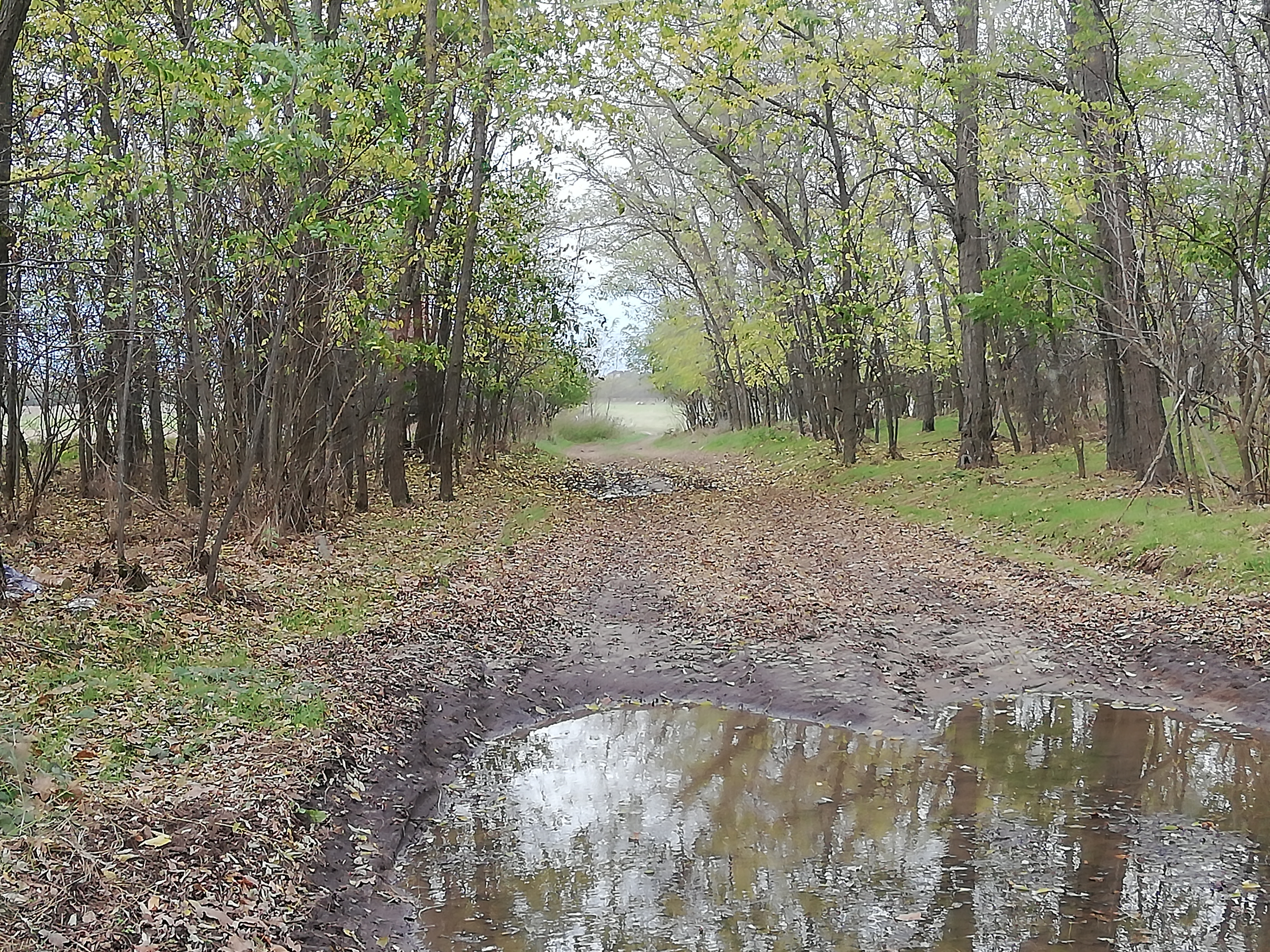
A 4601-es út a 4607-es keresztezésétől északnyugat (Budapest) felé nézve